# Hammarsudd
Hammarsudd är en småort i Enköpings kommun belägen vid Ekolsundsviken omedelbart söder om Ekolsund i Husby-Sjutolfts socken. Vid 2015 års småortsavgränsning hade orten vuxit samman med Ekolsunds småort.